# After the Love
After the Love è un brano musicale del progetto R.I.O. di Manuel "Manian" Reuter e Yann Pfeiffer, cantata da Tony T. Nell'estate del 2009 After the Love ha avuto un buon successo.

## Il Video
Il video di After the Love è stato girato in una barca, in cui Tony T accarezza e gioca con una amante. Nel finale del video compaiono altre ragazze e ragazzi che suonano e ballano insieme ai due amanti.